# Lijst van rijksmonumenten in Huizinge
De plaats Huizinge telt 11 inschrijvingen in het rijksmonumentenregister. Hieronder een overzicht. 
| Object                                               | Oorspronkelijke functie?  | Bouwjaar                                                                                        | Architect              | Locatie              | Coördinaten?                  | Nr.?   | Afbeelding                                                   |
| ---------------------------------------------------- | ------------------------- | ----------------------------------------------------------------------------------------------- | ---------------------- | -------------------- | ----------------------------- | ------ | ------------------------------------------------------------ |
| Hervormde kerk en toren                              | Kerk en kerkonderdeel     | 1325-1350 (koor, schip) 14e eeuw (toren) 1847 (verb. toren) 1868 (verb. toren) 1960-'63 (rest.) | R. Offringa (1960-'63) | Torenstraat 15       | 53° 20' 43" NB, 6° 40' 23" OL | 29897  | Meer afbeeldingen                                            |
| Framaheerd                                           | Boerderij                 | 1875                                                                                            |                        | Huizingerweg 2       | 53° 20' 56" NB, 6° 40' 4" OL  | 29898  | Meer afbeeldingen                                            |
| Langgerekt complex van vier diaconiewoningen         | Woonhuis                  | 1835                                                                                            |                        | Marialaan 2          | 53° 20' 42" NB, 6° 40' 31" OL | 29899  | Meer afbeeldingen                                            |
| Melkema                                              | Boerderij                 | 16e eeuw ca. 1750 (verb.) 1762 (uitbr. schuur) 1820 (herb. kleine schuur) 1858 en 1900 (verb.)  |                        | Smedemaweg 3         | 53° 20' 49" NB, 6° 40' 41" OL | 29900  | Meer afbeeldingen                                            |
| Wierde                                               | Archeologisch monument    | ca. begin jaartelling                                                                           |                        | Torenstraat          | 53° 20' 43" NB, 6° 40' 26" OL | 45769  | Wierde                                                       |
| Terrein met overblijfselen van het steenhuis Melkema | Archeologisch monument    | middeleeuwen                                                                                    |                        | bij Smedemaweg 3     | 53° 20' 49" NB, 6° 40' 41" OL | 45771  | Upload foto                                                  |
| Algemene begraafplaats, baarhuisje                   | Begraafplaats en -onderdl | 1916                                                                                            |                        | bij E.L. Ubbensweg 4 | 53° 20' 34" NB, 6° 40' 28" OL | 517371 | Algemene begraafplaats 2 Algemene begraafplaats, baarhuisje  |
| Algemene begraafplaats                               | Begraafplaats en -onderdl | 1916                                                                                            |                        | bij E.L. Ubbensweg 4 | 53° 20' 34" NB, 6° 40' 29" OL | 517372 | Upload foto                                                  |
| Algemene begraafplaats, toegangshek                  | Erfscheiding              | 1916                                                                                            |                        | bij E.L. Ubbensweg 4 | 53° 20' 34" NB, 6° 40' 29" OL | 517373 | Algemene begraafplaats 3 Algemene begraafplaats, toegangshek |
| Voorm. dorpsschool ('t Ol Schoultje)                 | Onderwijs en wetenschap   | 1877 1968 (uitbr.)                                                                              | J. Tilbusscher         | Torenstraat 1        | 53° 20' 44" NB, 6° 40' 28" OL | 517381 | Meer afbeeldingen                                            |
| Transformatorhuisje (Huizingerweg 2402)              | Nutsbedrijf               | ca. 1926                                                                                        |                        | Huizingerweg 1T      | 53° 20' 55" NB, 6° 39' 60" OL | 517410 | Transformatorhuisje(Huizingerweg 2402)                       |